# Ortalis cinereiceps
Ortalis cinereiceps е вид птица от семейство Cracidae.

## Разпространение
Видът е разпространен в Колумбия, Коста Рика, Никарагуа, Панама и Хондурас.